# Philiris siassi
Philiris siassi är en fjärilsart som beskrevs av Sands 1979. Philiris siassi ingår i släktet Philiris och familjen juvelvingar. Inga underarter finns listade i Catalogue of Life.